# Rockvale
Rockvale è un centro abitato (town) degli Stati Uniti d'America, situato nella contea di Fremont dello Stato del Colorado. Nel censimento del 2000 la popolazione era di 426 abitanti.

## Geografia fisica
Secondo i rilevamenti dell'United States Census Bureau, Rockvale si estende su una superficie di 2,5 km².